# سالمين خميس
سالمين خميس مواليد 9 أكتوبر 1991، لاعب كرة قدم إماراتي يجيد اللعب في الدفاع.
بدأ مع النادي الأهلي و أعاره الأهلي إلى نادي الشارقة في عام 2012 .

## نادي شباب الأهلي دبي
كان يلعب مع النادي الأهلي وبعد دمج أندية الأهلي و نادي الشباب ونادي دبي تحت مسمى نادي شباب الأهلي تم ضمه إلى نادي شباب الأهلي .

## روابط خارجية
- سالمين خميس على موقع Soccerway.com (الإنجليزية)
- سالمين خميس على موقع GSA (الإنجليزية)